# Геннадий (Махериотис)
Митрополи́т Генна́дий Махерио́тис (греч. Μητροπολίτης Γεννάδιος Μαχαιριώτης; 22 сентября 1893, Лифродондас, Британский Кипр — 27 марта 1986) — епископ Кипрской православной церкви, митрополит Пафский, ипертим и экзарх Арсинои и Ромеи.

## Биография
Судя по фамилии, принял постриг в монастыре Махера на Кипре (в некоторых особо значимых греческих монастырях, принимающие постриг меняли ещё и фамилию). В 1923 году окончил богословский факультет Афинского университета. В 1932 году был рукоположен в сан священника.
5 сентября 1948 года был рукоположен в хорепископа Саламинского, викария архиепископа Новой Юстинианы и всего Кипра.
1 апреля 1955 году на Кипре вспыхнуло новое восстание за свободу. Переговоры между английским правительством и архиепископом Макарием III потерпели неудачу. В феврале 1956 года Кипр покинул митрополит Пафский Фотий (Кумидис), а 9 марта того же года Архиепископ Макарий III и митрополит Киприан (Кириакидис) были тайно взяты под стражу, а затем сосланы на Сейшельские острова в Индийском океане. Оставшийся на Кипре митрополит Китийский Анфим (Махериотис) был ограничен в передвижении пределами своей епархии. После этого хорепископ Саламинский Геннадий остался единственным свободным архиереем на острове.
В марте 1959 года, после принятия Цюрихско-Лондонского соглашения, Архиепископ Макарий III и митрополит Киренийский Киприан (Кириакидис) смогли возвратиться на Кипр. В апреле вернулся на Кипр и митрополит Пафский Фотий (Кумидис), который вскоре ушёл на покой.
31 июля 1959 года в возрасте 66 лет, имея репутацию человека кроткого и спокойного, был избран митрополитом Пафским.
Его управление Пафской митрополией, совпавшее с началом независимой жизни Кипра, было отмечено развитием деятельности катехезезаторских школ (начальных школ Церкви) и в целом духовным развитием.
Возглавлял делегацию кипрской православной церкви на I Всеправославном совещании, прошедшем с 24 сентября по 1 октября 1961 года на острове Родос, II Всеправославном совещании, прошедшем 26 сентября — 1 октября 1963 года на острове Родос, III Всеправославном совещании, прошедшем с 1 по 15 ноября 1964 года, и IV Всеправославном совещании, прошедшем в 1968 году в Шамбези, пригороде Женевы.
В 1967 году Кипр снова испытал давление: пришедшие к власти в Греции «чёрные полковники» возобновили курс на объединение Кипра с Грецией. Инициатором акции был полковник Георгий Гривас. Однако теперь киприоты не желали энозиса: независимость и территориальная целостность острова была приобретена ими слишком дорогой ценой.
В 1968 году вместе с архимандритом Хрисанфом (Сариянисом) представлял Кипрскую церковь на праздновании 50-летия восстановления патриаршества в Русской Православной Церкви в Москве.
Кризис 1967 году привел к значительному ограничению греческого военного присутствия, но Греция продолжала борьбу против правительства Архиепископа Макария III, используя в качестве политического инструмента авторитет Церкви. Митрополит Геннадий, изначально признававший значение национальной работы, которую выполнял архиепископ Макарий III, и необходимость его пребывания во главе Кипра, присоединился к его противникам.
Итогом противостояния стало то, что 2 марта 1972 года митрополиты Пафский Геннадий (Махериотис), Китийский Анфим (Махериотис) и Киренийский Киприан (Кириакидис) потребовали отставки архиепископа Макария III с поста президента Кипра под предлогом несовместимости президентской власти с занимаемым постом Главы Церкви. Главы Православных и инославных Церквей выступили в поддержку Макария III, считая его традиционным (с 1660 года) преемником архиепископов — этнархов кипрского народа.
8 марта 1973 года в Лимасоле состоялось заседание Священного Синода, на котором присутствовали три митрополита — митрополит Пафский Геннадий, митрополит Китийский Анфим (Махериотис) и митрополит Киринийский Киприан (Кириакидис). Они под предлогом несовместимости мирского служения со священным саном определили отстранить Архиепископа Макария III от должности Предстоятеля Кипрской Церкви. При этом Митрополит Пафский Геннадий был избран ими местоблюстителем.
Архиепископ Макарий немедленно ответил на это решение, заявив, что оно недействительно, так как Синод собрался нелегально (без воли Архиепископа), мало того, оно по мнению Архиепископа Макария показало, что митрополиты не смогли оценить внутренней политической ситуации в стране, подрывали моральный авторитет самой Церкви, саботируя её, и выступали вообще против кипрского народа.
Прихожане Пафоса устроили Геннадию обструкцию, по сути изгнав его из резиденции, в результате чего «он вынужден был пользоваться гостеприимством коллег-бунтовщиков».
14 июля 1973 года в Никосии под председательством Папы и Патриарха Александрийского и всей Африки Николая VI при участии Патриарха Антиохийского и всего Востока Илии IV и других одиннадцати архиереев Александрийского, Антиохийского и Иерусалимского патриархатов состоялся Великий и Верховный Синод, единодушно признавший постановления трёх кипрских митрополитом о низложении Архиепископа Макария антиканоничными и недействительными. Митрополиты-смутьяны были отстранены от своих обязанностей.
Митрополиты отказались подчиниться решениям Великого и Верховного Синода, заявив, что такой Синод имеет право созывать только Константинопольский Патриарх, а последний в деяниях Синода не участвовал. Генерал Гривас, в свою очередь, заявил, что данный Синод явился «вторжением ислама под руководством Патриарха Александрийского» и ведёт к хаосу и кровопролитию. Отстраненных митрополитов он взял под защиту военных сил.
15 июля 1974 года греческие офицеры, присланные ранее из Афин якобы для несения службы в национальной гвардии Кипра, устроили вооружённый мятеж против президента архиепископа Макария (Мускоса) и законного правительства. В первый же день антиправительственного мятежа был пущен слух о гибели архиепископа Макария.
Митрополит Пафский Геннадий немедленно привел к присяге в качестве президента ставленника мятежников Никоса Сампсона, который продержался у власти около недели. Архиепископ Макарий III вынужден был немедленно эмигрировать через Лондон в Нью-Йорк, где 19 июля он выступал на экстренном заседании Совета Безопасности ООН.
5 апреля 1982 года, после раскаяния и объявления недействительным решения Синода от 7 марта 1973 года, по инициативе архиепископа Хризостома в Никосии был созван второй Великий и Верховный Синод, который возвратил ему архиерейский сан без предоставления кафедры. Также было принято решение о посмертном снятии отлучения с митрополита Анфима, скончавшегося в 1976 году.